# Straniero in terra straniera
Straniero in terra straniera (Stranger in a Strange Land) è un romanzo di fantascienza scritto da Robert A. Heinlein e pubblicato nel 1961.
Il libro, il cui titolo è una citazione biblica di Mosè, fu un best seller e attrasse molti lettori che normalmente non avrebbero letto fantascienza. La controcultura dei tardi anni sessanta fu influenzata dai suoi temi libertari e di libertà sessuale. Straniero in terra straniera venne scritto anche come tentativo deliberato di sfidare le consuetudini sociali.
Il romanzo narra la storia di Valentine Michael Smith, un essere umano allevato dai marziani su Marte che ritorna sulla Terra terminata l'adolescenza, e della sua interazione con la cultura terrestre. La storia descrive l'adattamento e la comprensione del giovane agli esseri umani e alla loro cultura, descritta come una versione amplificata degli Stati Uniti consumistica e guidata dai media del XX secolo. Nel corso della storia Heinlein usa l'apertura mentale di Smith per criticare le istituzioni come il denaro, la monogamia e la paura della morte.
Una gran parte del romanzo è didattica, dato che consiste di lunghi dialoghi del personaggio di Jubal Harshaw, uno scrittore fittizio che agisce come portavoce e alter ego di Heinlein sulla falsariga dei mentori presenti in altre opere dell'autore, presentando molti punti di vista che esemplificano evidentemente le opinioni dello scrittore, come espresse in generale nella sua narrativa. Questa è una caratteristica meno accentuata che in altri romanzi che contengono dei portavoce di Heinlein (come per esempio Il gatto che attraversa i muri, Fanteria dello spazio e Lazarus Long l'immortale), poiché il duro realismo - simile a quello di Mark Twain - di Harshaw viene effettivamente contrastato dal punto di vista mistico e alieno di Smith e in diversi punti l'opinione di Harshaw si dimostra sbagliata. Smith infine santifica Harshaw come santo patrono della Chiesa (con gran dispetto, inizialmente, di Harshaw).
L'editore di Heinlein gli chiese di ridurre la lunghezza del manoscritto originale (che ammontava a 220.000 parole) e di rimuovere una scena di sesso. Il risultato finale fu la versione di circa 160.000 parole pubblicata nel 1961 che ricevette un Premio Hugo. Dopo la morte di Heinlein nel 1988, sua moglie Virginia trovò un editore per l'edizione originale che venne pubblicata nel 1991. Come per Una famiglia marziana i critici non concordano su quale sia la versione migliore.

## Trama
Il giovane Michael Valentine Smith, figlio orfano di due astronauti che è stato allevato su Marte dai Marziani, viene riportato a "casa" sulla Terra, dove viene a tutti gli effetti imprigionato dal governo in un ospedale. Fugge dall'ospedale con l'aiuto dell'infermiera Gillian Boardman, come parte di un piano di un popolare giornalista.
Successivamente Boardman e Smith si nascondono da Jubal Harshaw, un milionario eccentrico. I cinque dipendenti di Harshaw, insieme a Gillian, spiegano a Smith i costumi e il comportamento umano (incluso il sesso) che egli inizialmente non comprende. Dimostra di possedere capacità psichiche e un'intelligenza superumana, accoppiati a un'ingenuità da bambino e a un fascino irresistibile. Quando Jubal cerca di spiegargli la religione, Smith comprende il concetto di Dio solo come «uno che grocca», il che include ogni persona vivente (nel linguaggio marziano, "groccare" significa letteralmente "bere" e figurativamente "comprendere", "amare" o "essere uno con"). A causa della sua educazione su un pianeta diverso, molti concetti umani come la guerra, gli abiti e la gelosia gli sono estranei.
Il governo riesce infine a ritrovarlo (motivato dalla possibilità ipotetica che Smith possa reclamare legalmente il possesso dell'intero pianeta Marte) e tenta di arrestarlo nuovamente, ma Smith fa sparire i primi militari arrivati per rapirlo. Successivamente il governo viene fermato dalla paura di un'esposizione mediatica di quanto sta avvenendo e viene forzato a firmare un accordo.
Smith, ora più maturo, decide di lasciare la casa di Harshaw in compagnia di Gillian, viaggiando con un circo itinerante in veste di mago; nonostante la sua magia sia reale, è un fallimento come mago da palcoscenico a causa della sua incapacità di comprendere le persone. Impara infine a comprenderle quando scopre l'umorismo. Fonda quindi una chiesa - la "Chiesa di Tutti i Mondi" - dedicata a insegnare il linguaggio marziano, una disciplina interiore, l'immortalità e a creare legami spirituali e sessuali in base al concetto che tutte le persone sono Dio e che dovrebbero amarsi le une con le altre. Sfida i valori tradizionali come la monogamia e la proprietà privata e incolpa dei problemi del mondo il rifiuto delle persone a grokkarsi a vicenda. La chiesa ottiene un piccolo seguito, ma viene assediata e infine distrutta. Una folla inferocita circonda Smith (che si è offerto spontaneamente, conscio di ciò che sarebbe accaduto) e lo lapida a morte per i suoi insegnamenti. Smith viene esplicitamente ritratto come un Prometeo moderno e implicitamente come una figura messianica.

## Impatto
Come per molte altre opere letterarie influenti, Straniero in terra straniera ha introdotto una nuova parola nell'inglese: grok, che nel linguaggio marziano inventato da Heinlein significa letteralmente "bere" e figurativamente "comprendere", "amare" o "essere uno con". Questa parola è diventata comune tra appassionati di fantascienza, hippie e hacker, ed è stata registrata ufficialmente nell'Oxford English Dictionary.
Per lungo tempo si è detto che questo libro fosse stato un favorito di Charles Manson, e che utilizzò alcune idee dal libro nella sua propria comune. Comunque secondo l'opera postuma Grumbles from the Grave, Heinlein chiese al suo avvocato di controllare queste voci non appena cominciarono a circolare, e il suo avvocato non fu in grado di confermarle. Pare che Manson stesso fosse appena capace di leggere e scrivere. Tuttavia il figlio che Manson ebbe con un'adepta della sua setta, Mary Brunner, nato nell'estate del 1968, fu chiamato Valentine Michael Manson, come il protagonista del romanzo.
Un elemento centrale della seconda metà del romanzo è il movimento religioso fondato da Smith, la "Chiesa di Tutti i Mondi". Questa chiesa è una religione iniziatica che mescola elementi di paganesimo e di revivalismo con addestramento psichico e insegnamento del linguaggio marziano. Nel 1968 un gruppo di neopagani ispirati dal romanzo decisero di fondare un gruppo religioso con lo stesso nome prendendo come modello questa organizzazione fittizia. La loro Church of All Worlds rimane una parte attiva della comunità neopagana odierna.
Straniero in terra straniera viene anche spesso citato come il romanzo che contiene la prima descrizione del letto ad acqua, un'invenzione che fece il suo debutto nel mondo reale qualche anno più tardi nel 1968. L'ufficio brevetti degli Stati Uniti rifiutò di registrare un brevetto sul letto ad acqua a Charles Hall, con la motivazione che la descrizione data da Heinlein in questo romanzo e in Stella doppia, costituivano un precedente (prior art).

## Critiche
Alcuni hanno criticato il linguaggio estremamente castigato del libro - adeguato a un preadolescente degli anni sessanta - in un libro che nei contenuti avrebbe voluto sfidare tutti i tabù di quegli anni.

### Omosessualità e ruolo di genere
A un lettore contemporaneo, alcune affermazioni del libro possono sembrare omofobiche. Ad esempio:
Un altro passaggio fa riferimento a una lettera ricevuta dall'Uomo di Marte:
Entrambi i passaggi testimoniano l'atteggiamento della pudica Jill, ma la tendenza principale del racconto vede Mike persuadere gradualmente Jill a superare le sue inibizioni, abbracciare la sua natura esibizionista precedentemente soppressa e imparare a comprendere la sessualità degli altri (ad es. l'interesse di Duke nella pornografia). Nello stesso senso, il passaggio della lettera presenta l'inclinazione di Jill a proteggere Mike dall'omosessualità, ma Jubal capovolge questo approccio. L'aggettivo inglese misguided, tradotto con disorientato, potrebbe essere stato inteso dall'autore nel senso di inconsapevole dell'eterosessualità di Mike.
D'altro canto, solo perché espressioni così negative riguardanti l'omosessualità provengono dai personaggi, piuttosto che dalla voce dell'autore, non significa che non esprimano il punto di vista di Heinlein. È stato già detto che Heinlein amava insegnare per voce dei suoi personaggi e Jubal sembra chiaramente esprimere le opinioni personali dell'autore. È significativo che misguided males (tradotto con uomini un po' disorientati) è nella parte discorsiva del libro e non in un dialogo o nella rappresentazione dei pensieri di un personaggio.
Nei capitoli seguenti, che descrivono come opera la Chiesa di Tutti i Mondi, compaiono dei passaggi che tendono a promuovere un amore più generale fra tutti i membri della setta. Se può esserci la sensazione che si vada verso una generale bisessualità, compaiono comunque espressioni del tipo bada bene, non son passato all'altra sponda. Ciò che veramente manca nel libro, che ha inteso esaltare il liberismo e la libertà sessuale, è una qualunque affermazione o considerazione che presenti l'omosessualità come una variante naturale del comportamento umano. Questo peraltro si ritrova esplicitamente nel successivo Lazarus Long l'immortale.
Mike riconosce che il più grande dono che manca ai Marziani è quello del genere. L'equilibrio e la dualità nella specie umana è la principale differenza dagli asessuati Marziani.
Una discussione più generale dell'atteggiamento di Heinlein sulla sessualità è presente nell'articolo Robert A. Heinlein – Sexual liberation.

## Edizioni
- (EN) Robert A. Heinlein, Stranger in a Strange Land, Putnam, 1961,  p. 408, ISBN 0-399-10772-X.
- Robert A. Heinlein, Straniero in terra straniera, traduzione di Lucia Morelli, n. 10, Science Fiction Book Club, Casa Editrice La Tribuna, 1964,  p. 548.
- Robert A. Heinlein, Straniero in terra straniera, traduzione di Roberta Rambelli, n. 28, Cosmo Oro, Editrice Nord, 1977,  p. 446, ISBN 88-429-0325-6. Ne esiste una seconda edizione del 1988; entrambe sono ampliate rispetto alla prima edizione.
- Robert A. Heinlein, Straniero in terra straniera, collana I Premi Hugo, traduzione di Roberta Rambelli, n. 1, Club degli Editori, 1987,  p. 446.
- (EN) Robert A. Heinlein, Stranger in a Strange Land, edizione integrale, Ace Books, 1991,  pp. 528, ISBN 0-441-78838-6.
- Robert A. Heinlein, Straniero in terra straniera, in IperFICTION, traduzione di Marco Pinna, edizione integrale, Arnoldo Mondadori Editore, 1994,  p. 574, ISBN 88-04-37775-5.
- Robert A. Heinlein, Straniero in terra straniera, collana Tascabili Immaginario, traduzione di Marco Pinna, n. 49, Fanucci Editore, 2005,  p. 782, ISBN 88-347-1053-3.
- Robert A. Heinlein, Straniero in terra straniera, collana Tif extra, n. 49, Fanucci Editore, 2012,  p. 721, ISBN 88-347-1821-6.